# Wolfgang Foerster
Wolfgang Foerster, född 4 augusti 1875, död 14 oktober 1963, var en tysk militärhistoriker.
Foerster blev officer vid infanteriet 1895, kapten vid generalstaben 1909 och deltog i första världskriget som generalstabsofficer och befordrades till överstelöjtnant. Han tjänstgjorde efter kriget i Reichsarchiv, där han avancerade till Oberarchivrat. Foerster utövade en flitig militär författarverksamhet och utgav bland annat Die Heeresführung des Prinzen Friedrich Karl in den Tagen des 14-16 Aug. 1870 (1900), Graf Schlieffen und der Weltkrieg (3 band, 1921), Der deutsche Zusammanbruch 1918 (1925) samt Wir Kämpfer im Weltkrieg (1929).